# Tolmiea
Tolmiea (Tolmiea) – rodzaj roślin należący do rodziny skalnicowatych. Należą do niego dwa gatunki występujące w północno-zachodniej części Ameryki Północnej (od północnej Kalifornii po Alaskę), gdzie rosną w wilgotnych lasach. Nazwa naukowa upamiętnia chirurga Williama F. Tolmie'go (1812-1886) pracującego dla Kompanii Zatoki Hudsona i będącego botanikiem amatorem. Odmiana 'Taff's Gold' T. menziesii z żółto plamiastymi liśćmi jest uprawiana jako roślina doniczkowa.

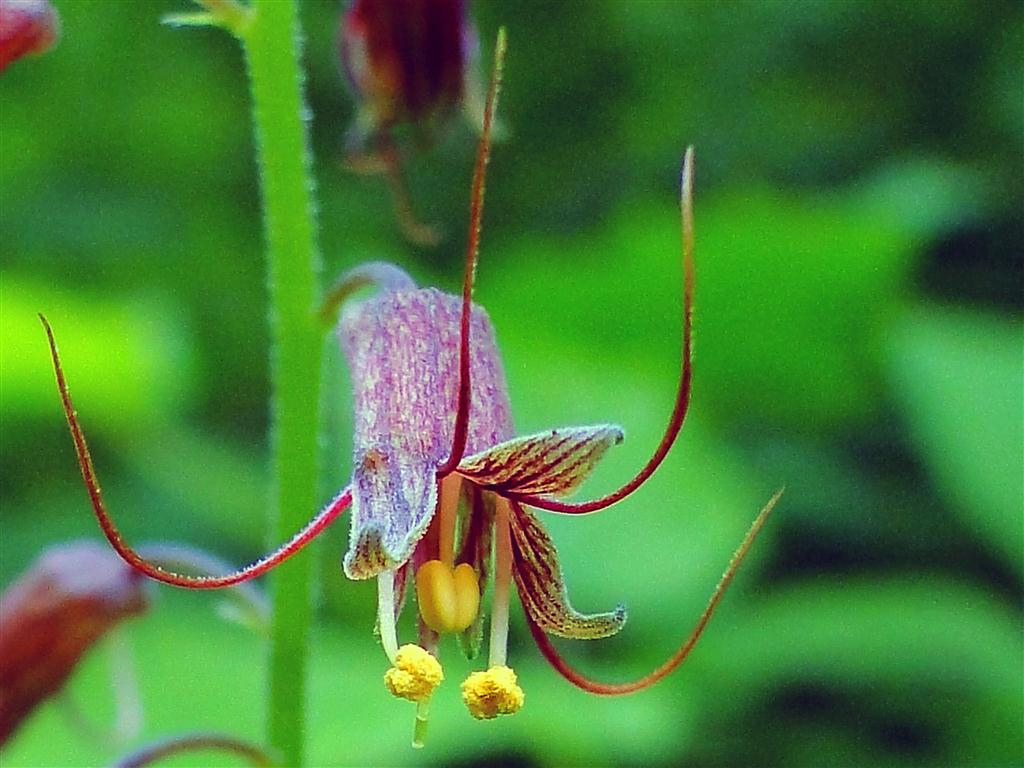
Tolmiea menziesii – kwiat

## Morfologia
PokrójByliny z kłączami, rzadko się rozgałęziającymi. Łodyga ulistniona wyprostowana i osiągająca od kilku do 70 cm wysokości. Pęd dość rzadko, gruczołowato owłosiony.
LiścieZarówno odziomkowe, jak i łodygowe, przy czym im wyżej wyrastają w górze pędu, tym są mniejsze. Liście ogonkowe, zimozielone. Blaszka liściowa owalna, płytko klapowana na 5–9 klap, u nasady sercowata, na wierzchołku zaostrzona. Użyłkowanie liścia dłoniaste.
KwiatyZebrane po 10–150 w grona. Kwiaty dwustronnie symetryczne. Hypancjum cylindryczno-lejkowate, zielone, przyległe do zalążni tylko u jej nasady, stąd zalążnia jest górna. Trwałych i nierównych działek kielicha jest zwykle 5. Mają one kolor zielony, czasem są czerwono prążkowane. Płatki korony są cztery, równowąskie i odgięte, zielone do czerwonobrązowych. Pręciki są trzy. Zalążnia jest jednokomorowa, z dwiema szyjkami słupka i zwieńczona dwoma znamionami.
OwoceOwalna torebka, otwierająca się dwoma klapami. Nasiona są drobne, kulistawe, brązowe do czarnych.

## Systematyka
Pozycja systematyczna według Angiosperm Phylogeny Website (aktualizowany system APG IV z 2016)
Rodzaj Tolmiea należy do rodziny skalnicowatych (Saxifragaceae), która jest rodziną siostrzaną dla agrestowatych (Grossulariaceae) i wraz z nią należy do rzędu skalnicowców (Saxifragales) w obrębie okrytonasiennych.
Wykaz gatunków
- Tolmiea diplomenziesii Judd, Soltis & P. S. Soltis
- Tolmiea menziesii (Pursh) Torrey & A. Gray – tolmiea Menziesa[4][5]